# 摩蘭奴
胡利奧·施薩·摩蘭奴·亞尼斯（Julio César Moreno Yáñez，1969年9月27日—），中国大陆媒体称他为“胡里奥”，是一名智利的足球教練，曾为广东日之泉教練，曾赴香港執掌傑志。
赴港執教傑志時，雖僅得二負，但不足以威脅南華，季前計劃破產，且被批評踢法沉悶，摩蘭奴最後以回國照顧病母請辭。
2009年5月，他跟隨米路天奴域執教伊拉克國家足球隊，擔任助教，曾帶領球隊出席2009年洲際國家盃，2010年冬天，他被塞爾維亞國家隊主教練安迪聘請為教練團一員，協助安迪制定比賽的戰略和分析比賽。2013年，他出任卡塔尔U23主教练。2014年，他来到中国，担任中甲联赛广东日之泉主教练。然而，六轮比赛后球队一场未胜，他受到媒体和球迷的质疑。合同中也有六轮不胜下课的条款。六轮比赛后，他递交了辞呈，离开了日之泉。